# 阪急箕面線
箕面線（みのおせん）は、大阪府池田市の石橋阪大前駅から箕面市の箕面駅までを結ぶ阪急電鉄の鉄道路線である。駅ナンバリングで使われる路線記号はHK。

## 概要
紅葉と滝の名所箕面公園や箕面温泉への行楽路線であるとともに、大阪への通勤・通学路線でもある。宝塚本線とともに前身の箕面有馬電気軌道によって開業した阪急電鉄の創業路線でもある。宝塚本線の支線であり、戦前は、箕面支線という表記も見られた。

### 路線データ
- 路線距離（営業キロ）：4.0km
- 軌間：1435mm
- 駅数：4駅（起終点駅含む）
- 複線区間：全線
- 電化区間：全線電化（直流1500V）
- 閉塞方式：自動閉塞式
- 最高速度：80km/h[1]
- 車両基地：平井車庫

## 運行形態
全列車が線内折り返し運転で、平日朝ラッシュ時（8時台まで）は4 - 9分間隔、土休日夜（19時台以降）は12分間隔、それ以外の時間帯は10分間隔で運転されている。2022年12月17日のダイヤ改正前までは、平日朝ラッシュ時には宝塚本線に直通する箕面発大阪梅田行きの普通列車が設定されていた。
宝塚本線直通列車は2010年代から縮小していき、2015年3月21日のダイヤ改正で通勤準急が準急に格下げ・統合され、2018年7月7日のダイヤ改正で朝の梅田駅（現在の大阪梅田駅）発着の準急や梅田駅発の普通の運転がなくなり、平日朝ラッシュ時の梅田行き普通2本のみの運転となった。通勤準急および準急は箕面線内の各駅に停車していた（宝塚本線内での停車駅は異なる）。2022年12月のダイヤ改正で最後まで残った大阪梅田行き普通2本も廃止され、長らく続いた大阪方面への直通列車が全廃となった。
大阪梅田行きが減った分、平日朝ラッシュ時の上り列車は石橋阪大前駅にて宝塚本線の通勤特急または特急「日生エクスプレス」と接続するようにしたことで大阪梅田駅までの所要時間を短縮している。

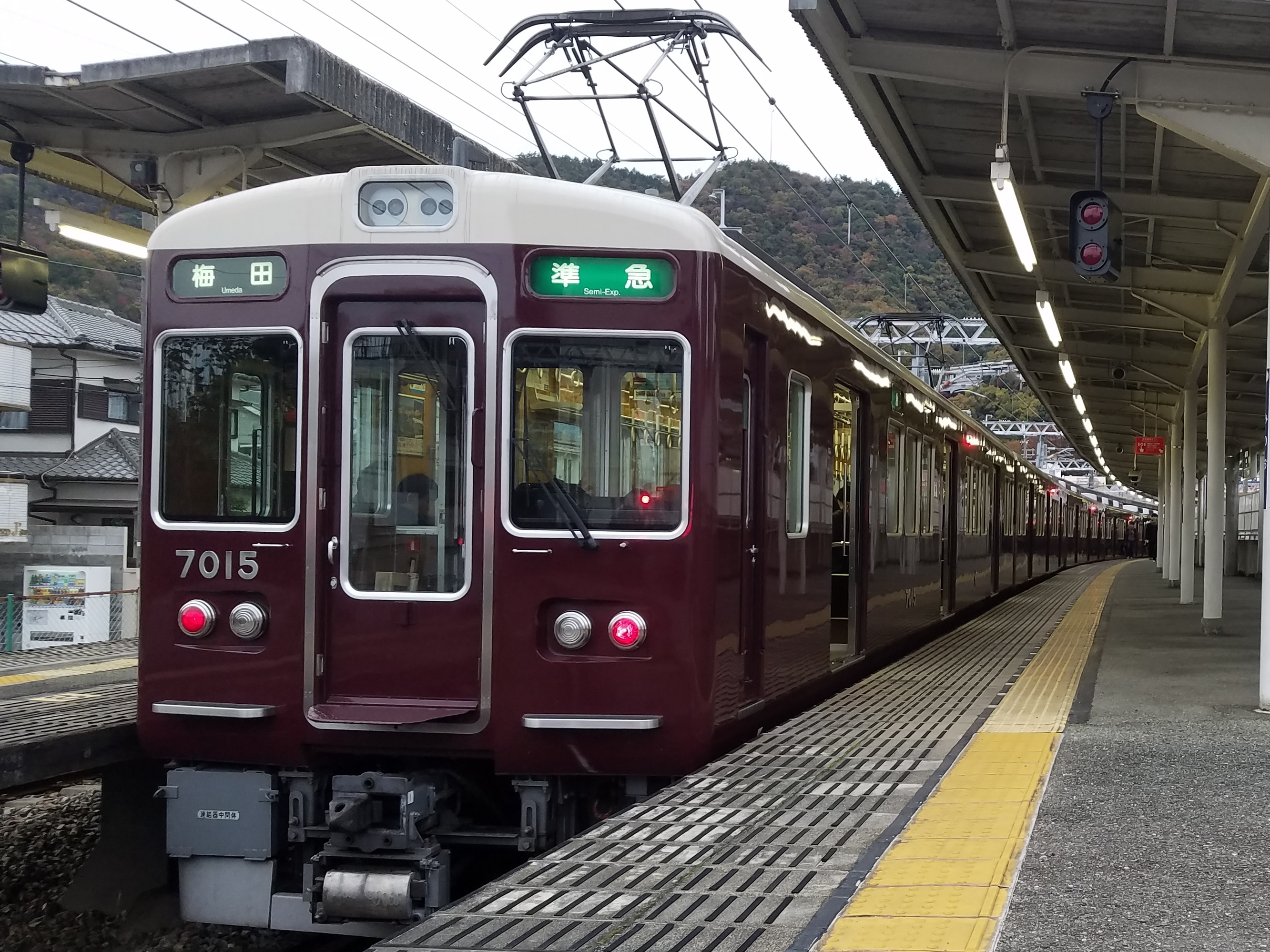
箕面駅停車中の7000系7015F（8両編成）による準急梅田行き。 現在は廃止された箕面線内の準急。

毎年、大晦日（12月31日）の深夜から翌年元日（1月1日）の早朝にかけて、阪急電鉄の他路線同様に終夜運転が行われている（2020年の大晦日を除く）。ダイヤは毎年個別に案内されるため、年により多少異なってくるが、概ね30分に1本の運行である。正月三が日は、以前は宝塚本線が特別ダイヤ（正月ダイヤ）としていたため、箕面線も宝塚本線との接続を考慮して同様に特別ダイヤで運転していた。なお、この「正月ダイヤ」は2015年をもって廃止され、2016年より、正月三が日も通常の土休日ダイヤで運転されている。
かつて秋の紅葉シーズン等における休日昼間には、1980年頃まで梅田駅直通の臨時準急電車が毎時4本ほど運行されていたが、現在は行われていない。また、ホタルの観察シーズンの6月には梅田駅 - 箕面駅間の定期準急の一部を「ほたる」号として運転し、特製のヘッドマークが取り付けられた。近年の臨時列車（団体列車を除く）の運転状況は以下の通りである。
- 2007年：秋の行楽シーズンに線内折り返しの臨時普通列車が10往復程度運転された。ただし、ウェブサイトや広報紙での告知はなかった。4連1編成が投入され、通常の10分間隔で運転される普通列車の合間を縫うように20分間隔で運転された。
- 2009年：4月18日・19日・25日・26日の4日間に限り、梅田発箕面行き臨時列車（十三駅と石橋駅のみ停車）が午前中に2本運転された。
- 2010年：4月29日の1日限り、阪急電鉄創業100周年を記念した梅田発箕面行き臨時列車（十三駅と石橋駅のみ停車）が1本運転された。

## 車両
列車はすべて4両編成で、平井車庫に所属する以下の4両編成が主に使用される。
- 5100系
- 6000系
- 7000系
- 8000系

7000系の一部はワンマン運転対応に改造され、各車両の1・3番ドア右上に車内案内表示器が設置された。なお、表示される内容は能勢電鉄のものと酷似している。
かつては線内でも8両編成充当の列車が存在した。充当車両は宝塚本線で運用されているすべての8両編成（「阪急宝塚本線#使用車両」を参照。能勢電鉄所属の6000系を含む）で、平日朝ラッシュ時の大阪梅田行き直通列車のほか、線内折り返し列車にも8両編成が存在していたが、すべて2018年7月7日のダイヤ改正で廃止されている。

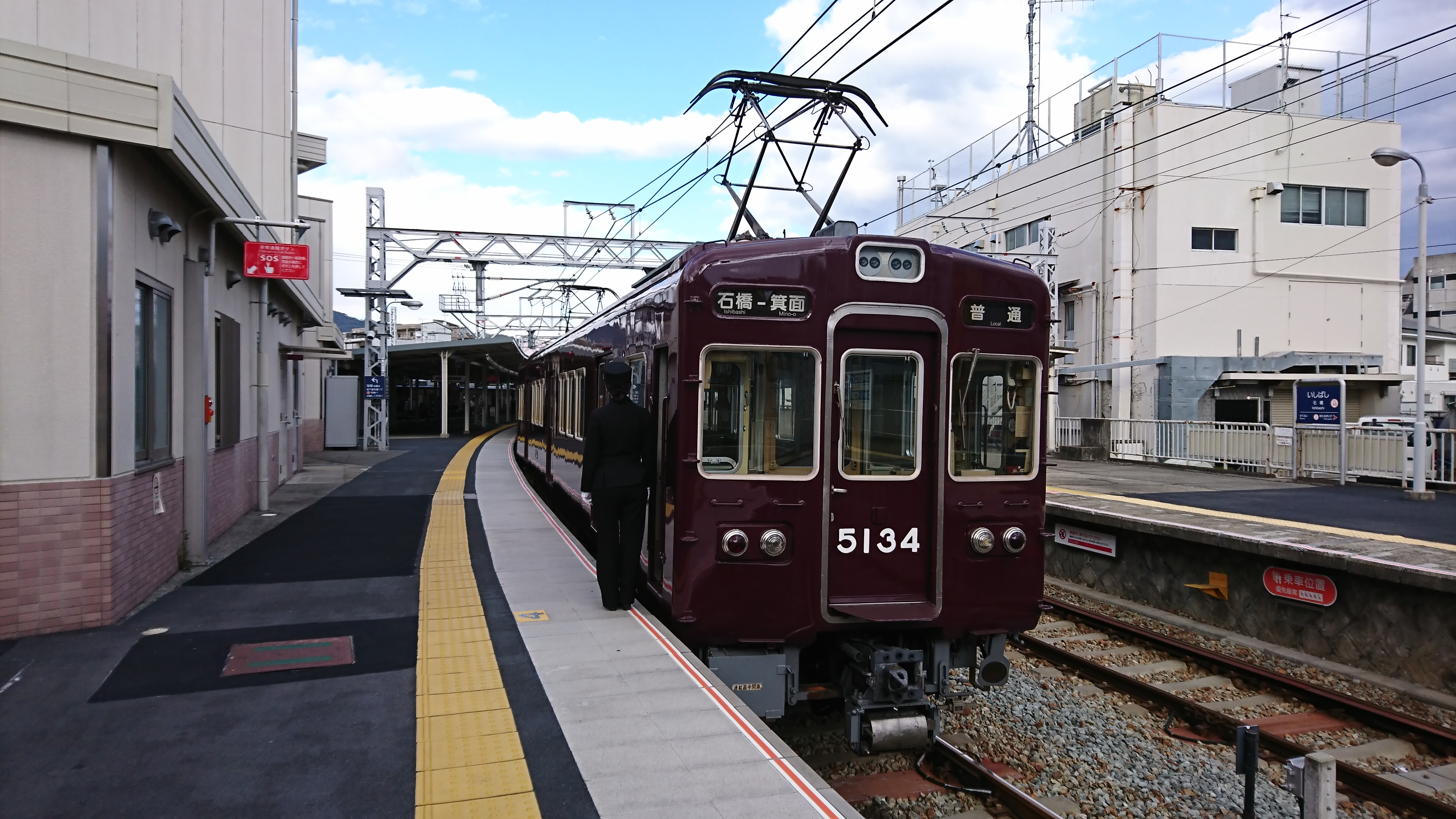
箕面線内普通の5100系
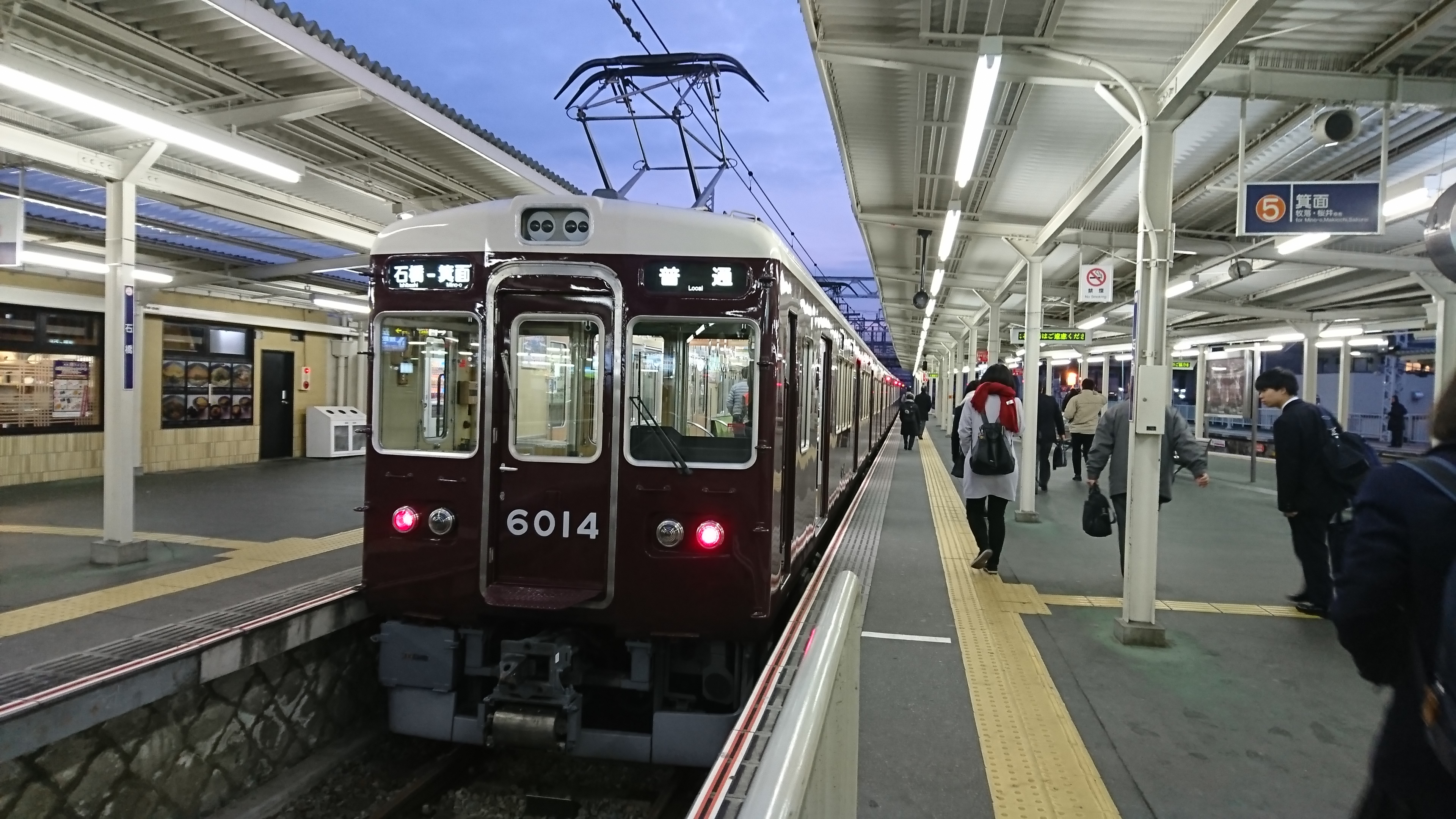
箕面線内普通の6000系
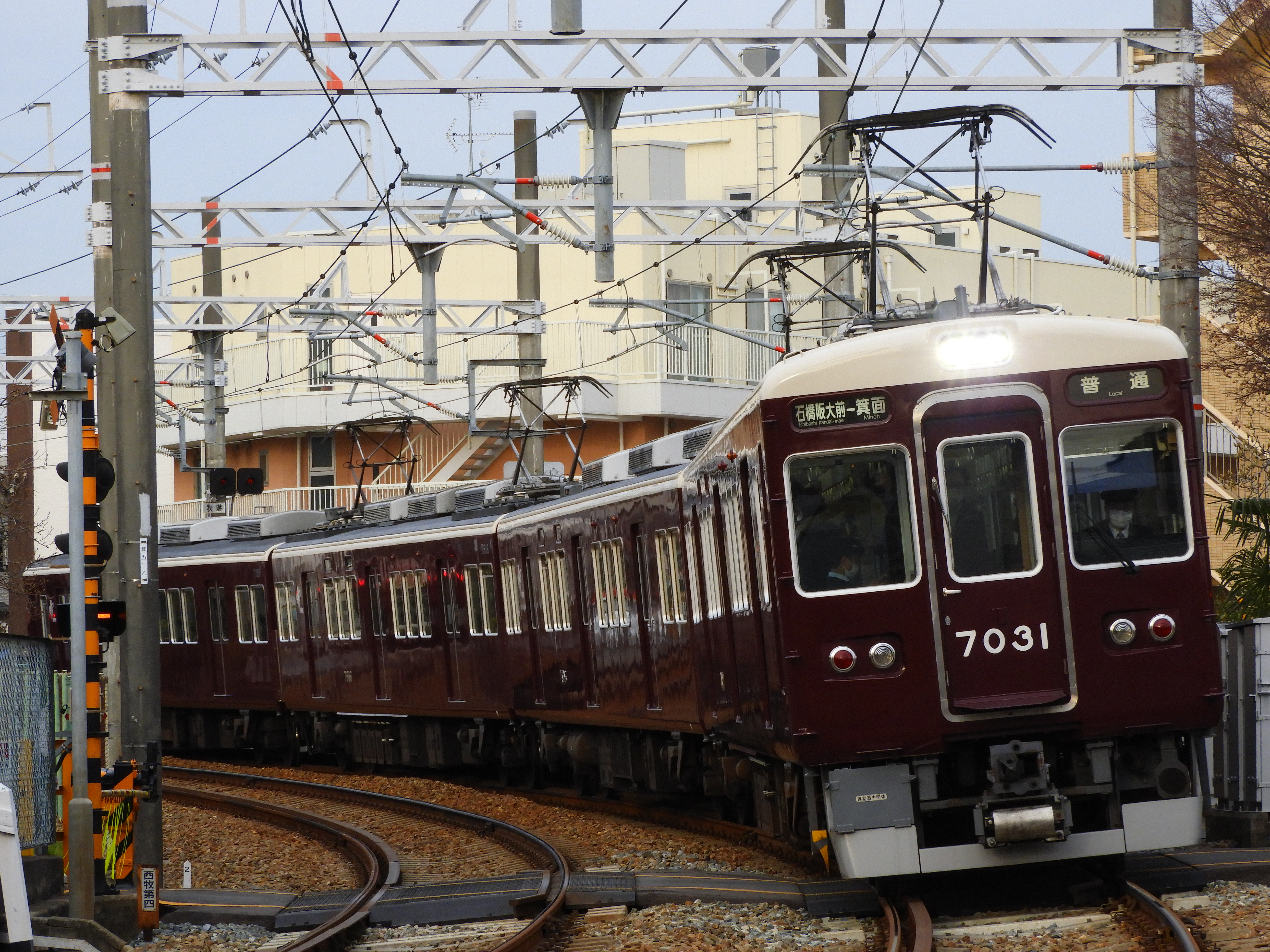
箕面線内普通の7000系
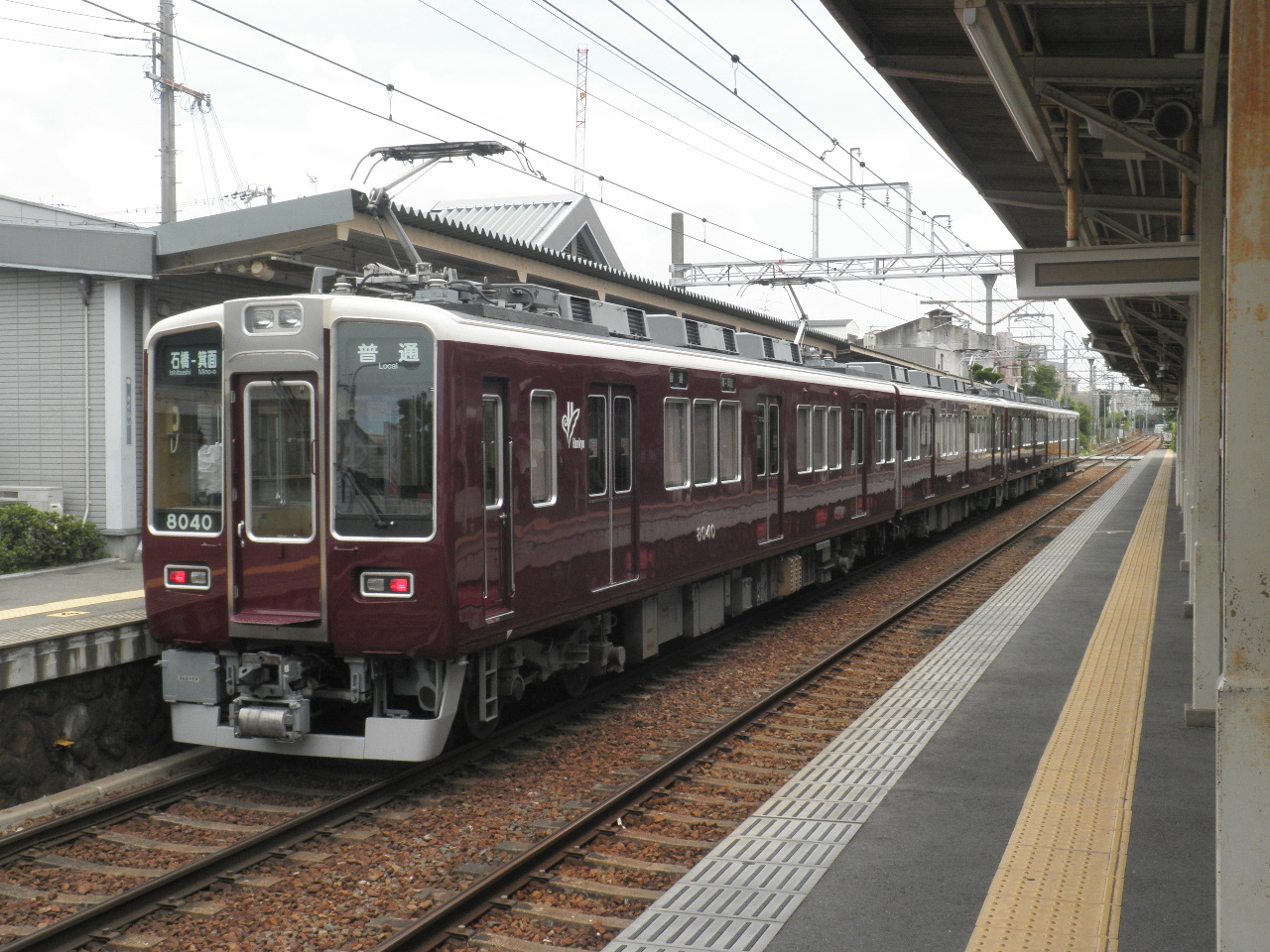
2両編成を2編成連結して箕面線内で運用される8000系

## 歴史
阪急電鉄の前身である箕面有馬電気軌道が、1910年に宝塚本線と併せて開業させた。当初、分岐駅の石橋駅はデルタ線、終点の箕面駅はループ線となっており、梅田駅→石橋駅→箕面駅→石橋駅→宝塚駅（あるいはその逆）の系統で運転される電車も設定されていたといわれている。
なお1961年12月に箕面線桜井駅 - 千里線千里山駅間の事業免許を取得し、桜井駅から西国街道沿いに東へ直進する新線計画が立てられていたが、1972年12月に免許を取り下げている。詳細は「阪急千里線」の項目を参照。
- 1910年（明治43年）
  - 3月10日：石橋駅 - 箕面駅間が開業[7][8]。
  - 4月12日：桜井駅開業[8]。
- 1921年（大正10年）12月30日：牧落駅開業[8]。
- 1953年（昭和28年）4月1日：平日朝に梅田駅 - 箕面駅間に準急を設定[9]。
- 1968年（昭和43年）5月1日：自動列車停止装置（ATS）を設置し、供用開始[10]。
- 1969年（昭和44年）8月24日：架線電圧を600Vから1500Vに昇圧。
- 1978年（昭和53年）3月10日：全線を軌道法に基づく軌道から地方鉄道法に基づく鉄道に変更[11]。
- 1997年（平成9年）11月16日：ダイヤ改正で準急廃止。通勤準急を代わりに設定。
- 2000年（平成12年）6月4日：ダイヤ改正で平日朝夕に従来の通勤準急に代わり梅田駅 - 箕面駅間に準急を設定。
- 2003年（平成15年）8月30日：ダイヤ改正で夕方の箕面線直通の準急を廃止、平日朝の準急は通勤準急に種別変更。
- 2013年（平成25年）12月21日：全駅に駅ナンバリングを導入[12][13]。
- 2015年（平成27年）3月21日：ダイヤ改正で通勤準急が廃止され、準急に変更。
- 2018年（平成30年）7月7日：ダイヤ改正で準急および梅田駅（現在の大阪梅田駅）発の直通列車、8両編成の線内折り返し列車を廃止[3]。
- 2019年（令和元年）10月1日：石橋駅を石橋阪大前駅に改称[14]。
- 2022年（令和4年）12月17日：ダイヤ改正で大阪梅田行きの直通列車が廃止され、全列車が線内折り返しとなる[4][5]。
- 2026年（令和8年）春頃（予定）：ワンマン運転を開始[15]。

## 駅一覧
- 全駅大阪府内に所在。
- 線内折り返し普通のみで、全駅に停車する。
- 駅番号は2013年12月21日より導入[12][13]。

| 駅番号 | 駅名         | 駅間 営業キロ | 累計 営業キロ | 接続路線            | 所在地 |
| ------ | ------------ | ------------- | ------------- | ------------------- | ------ |
| HK-48  | 石橋阪大前駅 | -             | 0.0           | 阪急電鉄： 宝塚本線 | 池田市 |
| HK-57  | 桜井駅       | 1.6           | 1.6           |                     | 箕面市 |
| HK-58  | 牧落駅       | 1.1           | 2.7           |                     | 箕面市 |
| HK-59  | 箕面駅       | 1.3           | 4.0           |                     | 箕面市 |

- 石橋阪大前駅 - 桜井駅間で豊中市（飛地の石橋麻田町）を通るが、駅はない。